# Charles Schnee
Charles Schnee (Bridgeport,  6 de agosto de 1916 - Beverly Hills, 29 de novembro de 1963) foi um roteirista estadunidense. Ele ganhou um Oscar de melhor roteiro adaptado pelo filme Assim Estava Escrito (1952). Schnee também foi presidente da Associação de Escritores da América (1961-1962).

## Biografia
Schnee nasceu em Bridgeport, Connecticut, em 1916. Formou-se em direito pela Universidade de Yale e foi advogado em Nova York. Ele escreveu duas peças da Broadway antes de se mudar para Los Angeles. Schnee morreu em 29 de novembro de 1962.

## Filmografia
- 1962: Two Weeks in Another Town
- 1961: By Love Possessed (como John Dennis)
- 1960: BUtterfield 8
- 1960: The Crowded Sky
- 1952: The Bad and the Beautiful (ganhou o Oscar de melhor roteiro adaptado)
- 1952: When in Rome (filme de 1952)
- 1951: Westward the Women
- 1951: Bannerline
- 1950: Right Cross
- 1950: Born to Be Bad (adaptação)
- 1950: The Furies (adaptação)
- 1950: The Next Voice You Hear
- 1950: Paid in Full
- 1949: Easy Living
- 1949: A Cena do Crime
- 1949: The Accused (escritor contratado - sem créditos)
- 1948: They Live by Night
- 1948: Rio Vermelho
- 1947: I Walk Alone
- 1946: Notorious (diálogo adicional)
- 1946: From This Day Forward (diálogo adicional)